# Lithosia minima
Lithosia minima är en fjärilsart som beskrevs av Daniel 1954. Lithosia minima ingår i släktet Lithosia och familjen björnspinnare. Inga underarter finns listade i Catalogue of Life.